# كينيث أولسون
كينيث أولسون (بالسويدية: Kenneth Ohlsson)‏ (و. 1948  م) هو لاعب كرة قدم، من السويد، يلعب كلاعب وسط.

## مسيرته الكروية
لعب كينيث أولسون خلال مسيرته الاحترافية مع نادِ واحدٍ في ثمانية عشر موسمًا وسجل خلالها 83 هدفًا ضمن 396 مباراة. ولم يفز بأي موسم بالكأس أو بالدوري.
خاض كينيث أولسون مسيرته مع نادي هاماربي لكرة القدم في موسم 1966 ليلعب معه ثمانية عشر موسمًا، مشاركًا في 396 مباراة سجل خلالها 83 هدفًا.

## روابط خارجية
- كينيث أولسون على موقع قاعدة بيانات كرة القدم.إي يو (الإنجليزية)
- كينيث أولسون على موقع ناشيونال فوتبول تيمز (الإنجليزية)
- كينيث أولسون على موقع عالم كرة القدم.نت (الإنجليزية)
- كينيث أولسون على موقع EliteProspects.com (الإنجليزية)